# Lijst van afleveringen van Being Human
Dit is een lijst van afleveringen van de Britse televisieserie Being Human. De serie telt tot nu toe vijf volledige seizoenen.

## Overzicht
| Seizoen   | Aantal afleveringen | Uitgezonden                        |                  |
| --------- | ------------------- | ---------------------------------- | ---------------- |
| Pilot     | 1                   | 18 februari 2008                   | 18 februari 2008 |
| 1         | 6                   | 25 januari 2009 - 1 maart 2009     |                  |
| 2         | 8                   | 10 januari 2010 - 28 februari 2010 |                  |
| 3         | 8                   | 23 januari 2011 - 13 maart 2011    |                  |
| 4         | 8                   | 5 februari 2012 - 25 maart 2012    |                  |
| 5         | 6                   | 3 februari 2013 - 10 maart 2013    |                  |
| Making of | 1                   | 28 maart 2009                      |                  |

## Afleveringen

### Pilot (2008)
| Nr. | Aflevering | Titel | Regisseur      | Schrijver(s)   | Uitzenddatum     |  |
| --- | ---------- | ----- | -------------- | -------------- | ---------------- |  |
| 1   | 1          | Pilot | Declan O’Dwyer | Toby Whithouse | 18 februari 2008 |  |

### Seizoen 1 (2009)
| Nr. | Aflevering | Titel                     | Regisseur    | Schrijver(s)   | Uitzenddatum     |  |
| --- | ---------- | ------------------------- | ------------ | -------------- | ---------------- |  |
| 2   | 1          | Flotsam and Jetsam        | Toby Haynes  | Toby Whithouse | 25 januari 2009  |  |
| 3   | 2          | Tully                     | Toby Haynes  | Toby Whithouse | 1 februari 2009  |  |
| 4   | 3          | Ghost Town                | Alex Pillai  | Rachel Anthony | 8 februari 2009  |  |
| 5   | 4          | Another Fine Mess         | Alex Pillai  | Brian Dooley   | 15 februari 2009 |  |
| 6   | 5          | Where The Wild Things Are | Colin Teague | Toby Whithouse | 22 februari 2009 |  |
| 7   | 6          | Bad Moon Rising           | Colin Teague | Toby Whithouse | 1 maart 2009     |  |

### Seizoen 2 (2010)
| Nr. | Aflevering | Titel                       | Regisseur      | Schrijver(s)    | Uitzenddatum     |  |
| --- | ---------- | --------------------------- | -------------- | --------------- | ---------------- |  |
| 8   | 1          | Cure and Contagion          | Colin Teague   | Toby Whithouse  | 10 januari 2010  |  |
| 9   | 2          | Serve God, Love Me and Mend | Colin Teague   | Toby Whithouse  | 14 januari 2010  |  |
| 10  | 3          | Long Live The King          | Colin Teague   | Lucy Catherine  | 24 januari 2010  |  |
| 11  | 4          | Educating Creature          | Kenny Glenaan  | Jamie Mathieson | 31 januari 2010  |  |
| 12  | 5          | The Looking Glass           | Kenny Glenaan  | Tony Basgallop  | 7 februari 2010  |  |
| 13  | 6          | In The Morning              | Charles Martin | Lisa McGee      | 14 februari 2010 |  |
| 14  | 7          | Damage                      | Charles Martin | Toby Whithouse  | 21 februari 2010 |  |
| 15  | 8          | All God’s Children          | Charles Martin | Toby Whithouse  | 28 februari 2010 |  |

### Seizoen 3 (2011)
| Nr. | Aflevering | Titel                   | Regisseur     | Schrijver(s)    | Uitzenddatum     |  |
| --- | ---------- | ----------------------- | ------------- | --------------- | ---------------- |  |
| 16  | 1          | Lia                     | Colin Teague  | Toby Whithouse  | 23 januari 2011  |  |
| 17  | 2          | Adam’s Family           | Colin Teague  | Brian Dooley    | 30 januari 2011  |  |
| 18  | 3          | Type 4                  | Philip John   | Jamie Mathieson | 6 februari 2011  |  |
| 19  | 4          | The Pack                | Colin Teague  | John Jackson    | 13 februari 2011 |  |
| 20  | 5          | The Longest Day         | Philip John   | Sarah Phelps    | 20 februari 2011 |  |
| 21  | 6          | Daddy Ghoul             | Philip John   | Lisa McGee      | 27 februari 2011 |  |
| 22  | 7          | Though the Heavens Fall | Daniel O’Hara | Toby Whithouse  | 6 maart 2011     |  |
| 23  | 8          | The Wolf-Shaped Bullet  | Daniel O’Hara | Toby Whithouse  | 13 maart 2011    |  |

### Seizoen 4 (2012)
| Nr. | Aflevering | Titel               | Regisseur     | Schrijver(s)    | Uitzenddatum     |  |
| --- | ---------- | ------------------- | ------------- | --------------- | ---------------- |  |
| 24  | 1          | Eve of the War      | Philip John   | Toby Whithouse  | 5 februari 2012  |  |
| 25  | 2          | Being Human 1955    | Philip John   | Lisa McGee      | 12 februari 2012 |  |
| 26  | 3          | The Graveyard Shift | Philip John   | Jamie Mathieson | 19 februari 2012 |  |
| 27  | 4          | A Spectre Calls     | Daniel O’Hara | Tom Grieves     | 26 februari 2012 |  |
| 28  | 5          | Hold the Front Page | Philip John   | Tom Grieves     | 4 maart 2012     |  |
| 29  | 6          | Puppy Love          | Daniel O’Hara | John Jackson    | 11 maart 2012    |  |
| 30  | 7          | Making History      | Daniel O’Hara | Toby Whithouse  | 18 maart 2012    |  |
| 31  | 8          | The War Child       | Philip John   | Toby Whithouse  | 25 maart 2012    |  |

### Seizoen 5 (2013)
| Nr. | Aflevering | Titel                       | Regisseur     | Schrijver(s)    | Uitzenddatum     |  |
| --- | ---------- | --------------------------- | ------------- | --------------- | ---------------- |  |
| 32  | 1          | The Trinity                 | Philip John   | Toby Whithouse  | 3 februari 2013  |  |
| 33  | 2          | Stricks and Rope            | Philip John   | Daragh Carville | 10 februari 2013 |  |
| 34  | 3          | Pie and Prejudice           | Philip John   | Jamie Mathieson | 17 februari 2013 |  |
| 35  | 4          | The Greater Good            | Daniel O’Hara | John Jackson    | 24 februari 2013 |  |
| 36  | 5          | No Care, All Responsibility | Daniel O’Hara | Sarah Dollard   | 3 maart 2013     |  |
| 37  | 6          | The Last Broadcast          | Daniel O’Hara | Toby Whithouse  | 10 maart 2013    |  |

### Making of (2009)
| Nr. | Aflevering | Titel                 | Regisseur    | Schrijver(s) | Uitzenddatum  |  |
| --- | ---------- | --------------------- | ------------ | ------------ | ------------- |  |
| 0   | 0          | Being Human Unearthed | Colin Teague |              | 28 maart 2009 |  |